# Авачинский залив
Ава́чинский зали́в — залив Тихого океана у юго-восточного берега полуострова Камчатка.
Включает в себя внешнюю, открытую часть — собственно Авачинский залив и внутреннюю, закрытую часть, известную под названием Авачинская бухта (Авачинская губа), берега которой, в свою очередь, изрезаны многочисленными бухтами: Русская, Тарья, Тихая, Раковая, Бабия, Петропавловская, Сероглазка, Моховая и др.
Авачинский залив имеет входные мысы Шипунский (на северо-востоке) и Поворотный (на юго-западе). Как Авачинский залив, так и Авачинская бухта были открыты, нанесены на карту и описаны летом 1729 года во время Первой Камчатской экспедиции под командой Витуса Беринга.
Кроме Авачинской бухты океанский Авачинский залив включает в себя бухты Большая и Малая Саранная (к югу от мыса Саранный), бухту Бечевинская (между мысами Налычева и Шипунский) и ряд других бухт.
Бухта Бечевинская названа русскими промышленниками после зимовки в ней судна «Св. Гавриил» в 1762 году по фамилии владельца судна иркутского купца И. Бечевина.
В Авачинскую бухту впадают реки Авача и Паратунка, а непосредственно в Авачинский залив — река Налычева.
Острова, расположенные в Авачинском заливе, — остров Крашенинникова и остров Старичков — известны своими колониями водоплавающих птиц и являются особо охраняемыми природными территориями: первый из них входит в состав Природного парка «Налычево», а второй находится в ведении Камчатского филиала Тихоокеанского института географии ДВО РАН.
Постановлением Правительства Российской Федерации от 30 декабря 1998 года безымянному скалистому подводному рифу присвоено наименование камни Анучина.

## Происшествия
- В конце сентября — начале октября 2020 года произошло загрязнение воды и гибель животных в акваториях Халактырского пляжа, бухты Бабья и Большой и Малой Лагерных бухт[4].